# Urobilinogeno
L'urobilinogeno è una sostanza incolore che deriva dalla trasformazione della bilirubina. La bilirubina nel fegato viene coniugata con due molecole di acido glucuronico ad opera dell'enzima glucuronil transferasi presente nel sistema microsomiale epatico, divenendo così bilirubina diglucuronide. La bilirubina coniugata è idrosolubile e quindi viene secreta nella bile, giungendo così nell'intestino. 
Nell'ileo terminale e nel colon essa viene aggredita dagli enzimi della flora batterica intestinale. In particolare la beta-glucuronidasi batterica la scinde a acido glicuronico e bilirubina, la quale viene successivamente convertita in urobilinogeno, mesobilinogeno e stercobilinogeno, che sono sostanze incolori. La maggior parte di questi viene successivamente ossidata dai batteri a urobilina, mesobilina e stercobilina, che sono sostanze colorate. Invece in presenza di alterazioni della flora intestinale la bilirubina non sarebbe adeguatamente convertita nei bilinogeni ma piuttosto ossidata a biliverdina, conferendo una colorazione verdastra alle feci.
Circa il 20% dell'urobilinogeno viene invece riassorbito dall'intestino e passa nel circolo portale. Una parte di questo urobilinogeno viene captato dal fegato e riescreto nella bile (circolazione enteroepatica dell'urobilinogeno) mentre una piccola parte passa nel circolo sistemico e viene escreto dal rene nelle urine, dove viene ossidato a urobilina, responsabile della colorazione delle urine.

## Dosaggio ed alterazioni
L'urobilinogeno può essere dosato nelle urine utilizzando la reazione di Ehrlich: messo a contatto con questo reagente aldeidico, in ambiente acido, l'urobilina dà infatti origine alla formazione di un colore rosso.

### Aumento di urobilinogeno
La misurazione dell'urobilinogeno sierico o urinario è utile per valutare la funzione epatica e biliare. 
Un aumento dell'urobilinogeno si può verificare in qualsiasi condizione che determini un aumento della produzione dello stesso (come ad esempio in caso di emolisi), sicché il fegato non riesce a risecernere tutto l'urobilinogeno che torna dalla circolazione epatica nella bile; o in qualsiasi condizione che determini un'incapacità del fegato di rimuovere adeguatamente l'urobilinogeno dal circolo portale (come nel caso di epatite o cirrosi epatica). Tuttavia questo dato non può essere valutato singolarmente ma dev'essere inserito in una valutazione più ampia e complessa da parte di un medico.

### Diminuzione di urobilinogeno
In caso di ostruzione delle vie biliari la bilirubina non sarà escreta nell'intestino. Di conseguenza non si formerà urobilinogeno. Le urine per contro saranno comunque scure a causa della presenza di bilirubina coniugata in circolo che viene filtrata ed escreta con le urine. Le feci per lo stesso motivo saranno poco o per nulla colorate (feci acoliche).
Una diminuzione o assenza dell'urobilinogeno urinario può essere dovuta anche all'alterazione della flora intestinale in corso di terapia antibiotica. Altre variabili che possono influenzare i livelli di urobilinogeno sono alcuni fattori, come il momento della giornata del prelievo del campione e il pH urinario.